# Burmattus
Burmattus là một chi nhện trong họ Salticidae. Loài đặc trưng là Burmattus pococki.

## Các loài
Chi này có các loài:
- Burmattus albopunctatus (Thorell, 1895)
- Burmattus pachytibialis Prószyński & Deeleman-Reinhold, 2010
- Burmattus pococki (Thorell, 1895)
- Burmattus sinicus Prószyński, 1992